# Grigaliūnas
Grigaliūnas ist ein litauischer männlicher Familienname.

## Herkunft
Der Familienname ist abgeleitet vom litauischen Vornamen Grigalius (Gregor).

## Weibliche Formen
- Grigaliūnaitė (ledig)
- Grigaliūnienė (verheiratet)

## Namensträger
- Edmundas Grigaliūnas (1952–2009), Politiker, Bürgermeister von Joniškis
- Medardas Grigaliūnas  (1925–2014), sowjetlitauischer Agronom und Politiker,  Vize-Ministerpräsident und Agrarminister